# René Geeraert
René Geeraert (Bouffioulx, 13 oktober 1908 - 22 september 1999) was een Belgische atleet, die gespecialiseerd was in de middellange afstand. Hij nam eenmaal deel aan de Olympische Spelen, en veroverde op vijf verschillende onderdelen veertien Belgische titels.

## Biografie
Geeraert veroverde in 1929 de Belgische titel op de 1500 m, de 5000 m en de 3000 m steeple. Tot 1939 veroverde hij zes titels op de 1500 m en vier op de 800 m.
In 1930 verbeterde hij met een tijd van 4.05,4 het Belgisch record op de 1500 m van Leon Fourneau. In verschillende verbeteringen bracht hij het in 1935 naar 3.59,4. Hij was hiermee de eerste Belg onder de vier minuten op de 1500 m. In 1934 verbeterde hij met een tijd van 1.55,2 ook het Belgisch record op de 800 m van François Morren.

### Internationale kampioenschappen
Geeraert nam in 1934 op de 1500 m deel aan de eerste Europese kampioenschappen in Turijn. Hij won de tweede reeks in een Belgische recordtijd van 4.01,2 en plaatste zich hiermee voor de finale. Hij nam ook deel aan de Olympische Spelen van 1936 in Berlijn. Hij werd net als Joseph Mostert uitgeschakeld in de reeksen.

### veldlopen
Geeraert werd in 1930 en 1931 Belgisch kampioen.

### Clubs
Geeraert was aangesloten bij Union Sint-Gillis.

## Belgische kampioenschappen
| Onderdeel      | Jaar                         |
| -------------- | ---------------------------- |
| 800 m          | 1933, 1934, 1937, 1939       |
| 1500 m         | 1929, 1930, 1932, 1933, 1936 |
| 5000 m         | 1929                         |
| 3000 m steeple | 1929                         |
| veldlopen      | 1930, 1931                   |

## Persoonlijke records
| Onderdeel | Prestatie | Datum            | Plaats |
| --------- | --------- | ---------------- | ------ |
| 800 m     | 1.55,2    | 10 juni 1934     | Vorst  |
| 1500 m    | 3.59,4    | 22 augustus 1935 | Parijs |

## Palmares

### 800 m
- 1933:  BK AC – 1.57,4
- 1934:  BK AC – 1.58,4
- 1937:  BK AC – 1.58,5
- 1939:  BK AC – 1.56,8

### 1500 m
- 1929:  BK AC – 4.06,2
- 1930:  BK AC – 4.05,8
- 1931:  BK AC – 4.08,4
- 1932:  BK AC – 4.07,0
- 1933:  BK AC – 4.09,8
- 1934: finale EK in Turijn – (4.01,2 in reeksen)
- 1936:  BK AC – 4.04,6
- 1936: 7e in reeks OS in Berlijn - 4.06,2

### 5000 m
- 1929:  BK AC – 15.54,0

### 3000 m steeple
- 1929:  BK AC – 10.36,0

### veldlopen
- 1929:  BK AC
- 1930:  BK AC
- 1931:  BK AC